# 중력

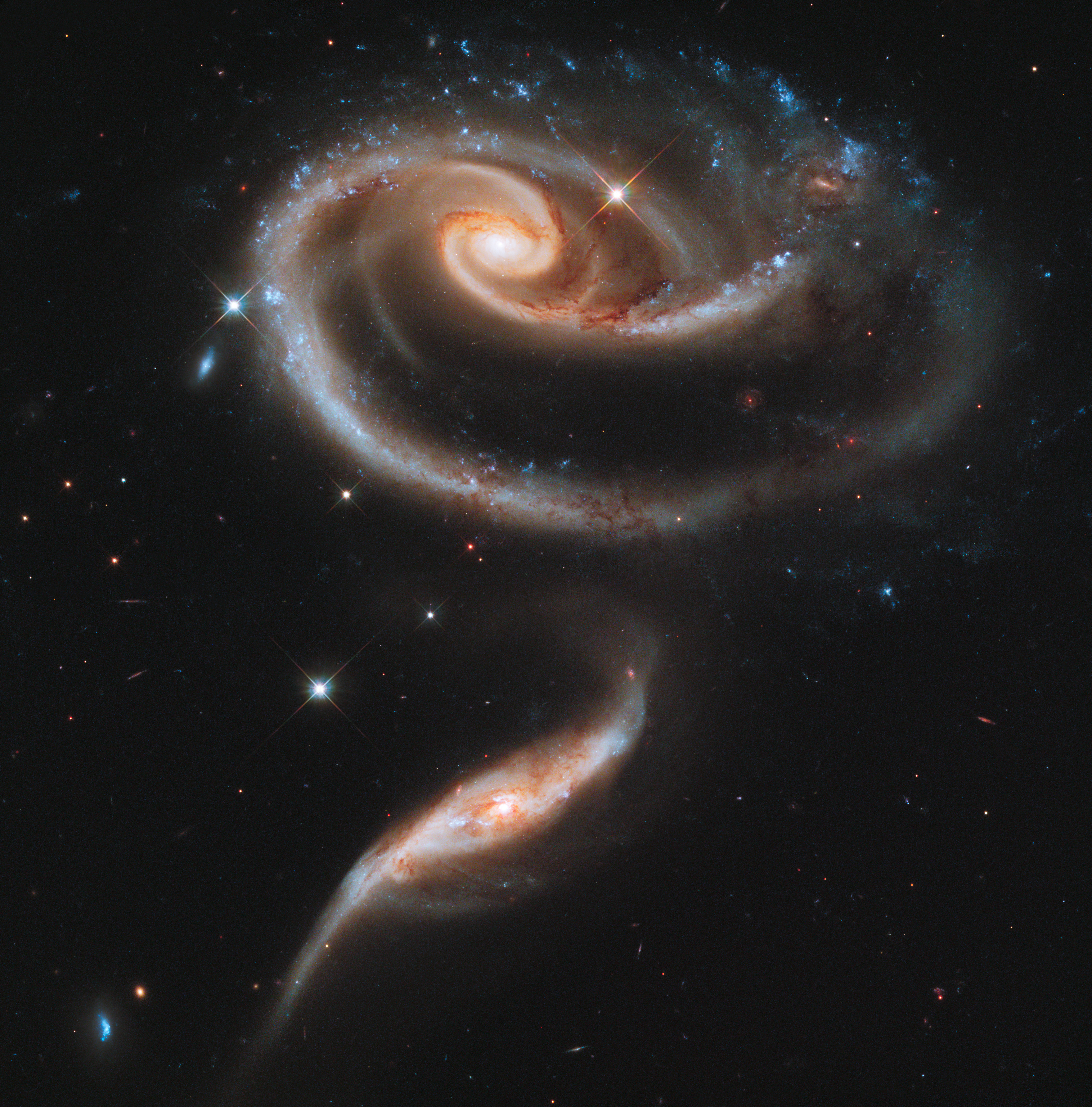
서로의 중력이 은하 모양을 변형한 두 은하 (UGC 1810과 UGC 1813)

중력(重力, 영어: gravity)은 질량을 가진 모든 물체 사이에 작용하는 서로 당기는 힘, 상호 인력으로, 현재까지 알려진 네 개의 기본 상호작용 가운데 하나이다. 중력은 기본 상호작용 중 가장 약하며, 강력보다 1038배, 전자기력보다 1036배, 약력보다 1029배 약하다. 따라서, 중력은 아원자 입자 규모에서 별다른 영향을 미치지 못하지만,  천문학적 규모에서 행성, 항성, 은하의 운동과 빛의 경로를 결정하는 가장 중요한 상호작용이다. 따라서 중력은 천체가 행하는 물체의 붙잡음, 천체들의 궤도나 우주 전체의 구조와 진화 과정에서 중요한 역할을 한다.
지표면에서, 질량을 가진 물체는 지구가 가하는 중력으로 무게를 갖는다. 또한 달이 지구에 가하는 중력으로  조석이 발생한다.(이때 달과 마주보는 면의 반대편에 생기는 조석은 지구와 달의 궤도 중심을 도는 지구의 관성에서 발생한다.) 중력으로 다세포 생물이 굴지성을 나타내거나 순환계에 영향을 받는 등, 중력은 생물의 성장과 기능에도 영향을 미친다.
우주 가스 물질들은 중력으로 합쳐져 별을 형성하고 최종적으로 응축하여 은하를 만들었다. 이러한 점에서 중력은 우주의 수많은 대규모 구조들을 만드는 중요한 역할을 하였다. 중력은 무한한 범위에 영향을 미치지만, 물체가 멀어질수록 그 효과는 약해진다.

## 역사적 발전
중력 이해는 시대의 흐름에 따라 몇 차례의 큰 변동을 겪었다. 이러한 변화는 격동적으로 일어났지만, 정밀한 실험 환경이 없었던 본질적 어려움으로 다른 분야에 비해 전환이 늦었다. 뉴턴이 세운 고전 역학의 틀 안에서 먼저 역제곱 법칙을 만족시키는 만유인력의 법칙이 탄생하였다. 이는 태양계 내 천체 현상을 이해하도록 도움을 주었다. 19세기 중반 이후 미묘한 오차를 발견하였으나 실제 정정은 20세기에 와서 일어났다. 새로운 역학 체계인 상대성 이론이 등장하며 고전주의 만유인력 문제를 극복하였다. 아인슈타인의 일반 상대성 이론이 묘사하는 중력은 태양계를 넘어, 우주 전체를 이해하는 중요한 수단이다. 물론, 일반 상대성 이론은 양자 역학과의 비정합성(특이점 문제), 일부 불만족스러운 우주론적 개념 등 새로운 차원의 문제도 있다. 이것들은 현대 물리학의 중요한 숙원 과제이다.

### 고전 물리학의 중력 - 뉴턴의 만유인력

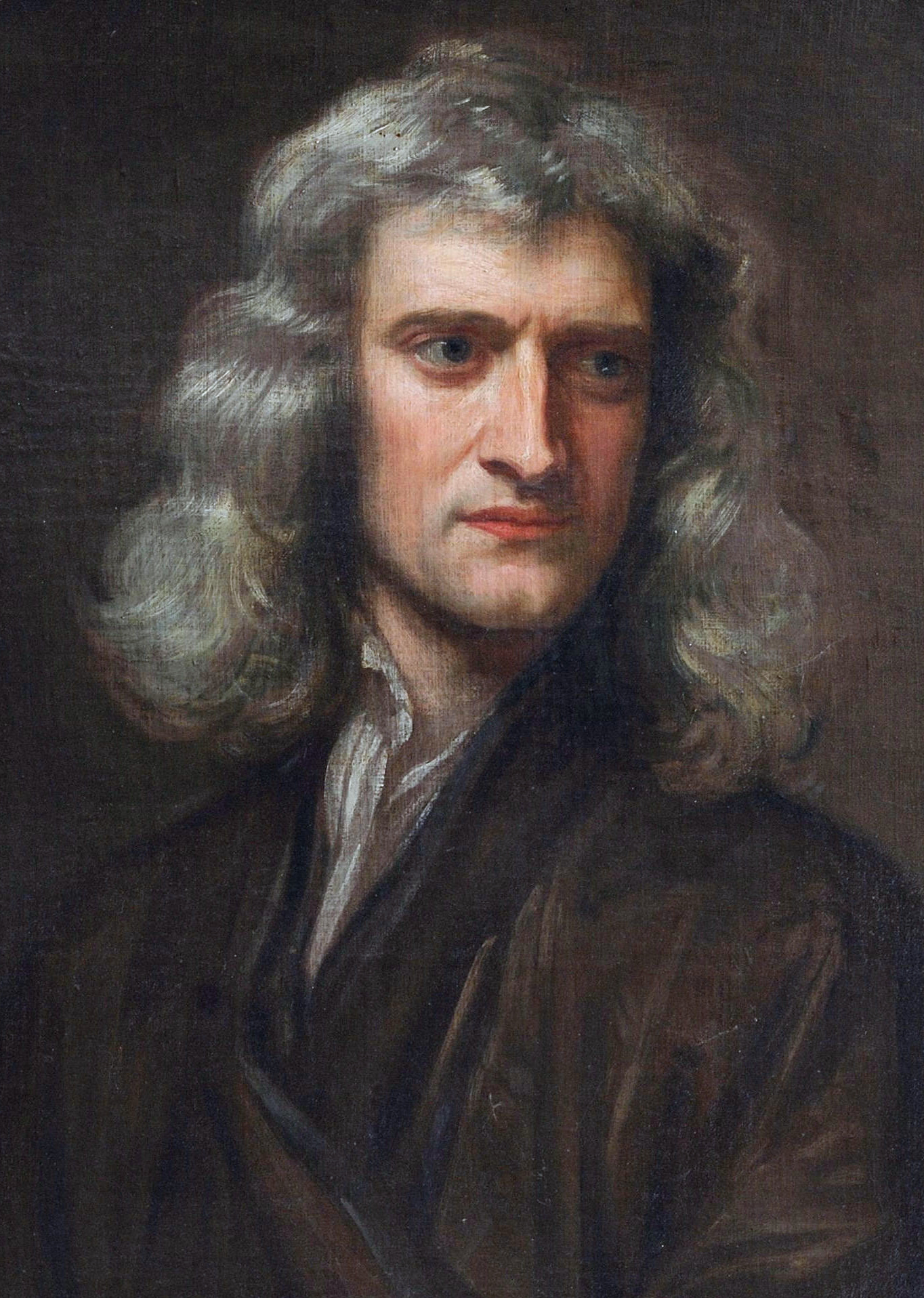
아이작 뉴턴(Issac Newton, 1642~1727)

중력은 천체 문제를 해결하는 도구로서 출발하였다. 튀코 브라헤를 거쳐 요하네스 케플러가 정립한 행성운동법칙은 태양계 천체들의 궤도 운동을 이해하도록 가장 중요한 도구였다. 이를 바탕으로 1687년 아이작 뉴턴은 저서 프린키피아(Principia)에서 다음과 같은 이론을 제시하였다.
질량을 갖는 모든 물체는 서로를 향하는 방향의 인력(만유인력)을 만들며, 질량이 각각 {\displaystyle m_{1},m_{2}}인 물체 간의 거리가 {\displaystyle r}일 때, 중력의 세기는 다음과 같다.
{\displaystyle F=G{m_{1}m_{2} \over r^{2}}}
여기에서 {\displaystyle G}는 중력 상수로 어떤 경우에나 같다. 이 값은 매우 작으나 헨리 캐번디시 등이 측정에 성공하였다. 거리만큼 떨어진 질량에서 생기는 인력으로 나타나는 가속도는 두 물체 사이에 작용하는 힘을 제곱미터로 나누어 주면 구한다. 이때 {\displaystyle m_{1}}을 지구의 질량 , {\displaystyle r}을 지구의 반경으로 바꾸면 가속도는 지구의 인력에서 발생한 중력이 된다. 이 법칙은 케플러 법칙을 잘 설명하며 또한 지표면에서 지구로부터 거리 {\displaystyle r}가 일정하다고 두었을 때 갈릴레이가 정리한 자유 낙하의 법칙도 유도한다.
뉴턴의 만유인력 법칙은 지표면에서 자유 낙하 현상, 그리고 케플러가 정리한 천체 현상들을 통합적으로 바라보게 해주었다. 일반적으로 낙하 거리가 짧은 자유 낙하를 다루려고 역제곱 법칙을 적용하지는 않지만, 이들은 중력이라는 이름 하에 단일 현상으로 통합하였다. 무엇보다, 중력 법칙은 태양계의 일반적인 천체 현상들 설명에 매우 성공적이었다. 존 쿠치 애덤스와 위르뱅 르베리에는 천왕성의 궤도에서 이론적으로 예측하는 미지의 행성의 궤도를 계산하였고, 그 자리에서 1846년 해왕성을 발견하였다.

### 현대 물리학의 중력 - 아인슈타인의 일반 상대론

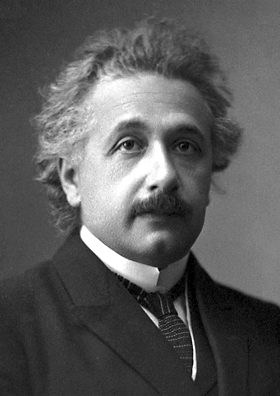
알베르트 아인슈타인(Albert Einstein, 1879~1955)

한편, 해왕성을 발견한 르베리에는 1859년 수성의 근일점 이동량이 뉴턴 중력의 예측을 벗어나는 현상을 발견하여 천문학계에 보고하였다. 그 오차는 100년에 43''(각초, arc second)라는 매우 작은 양이었으나, 훗날 새로운 중력 이론의 정확도를 검증하는 중요한 기준이 되었다.
1905년, 전자기학과 빛의 문제를 해결하려는 과정 속에서 시간과 공간의 개념을 본질적으로 바꾼 특수 상대론이 탄생하였다. 이 새로운 역학은 고전 역학의 모든 요소, 특히 중력에 대한 본질적 수정을 요구했다. 그 요구 사항을 가장 잘 만족시킨 이론은 1915년 발표한 알베르트 아인슈타인의 일반 상대론이었다. 아인슈타인은 관성 질량과 중력 질량이 같다는 관찰인 등가 원리에서 출발하여, 중력의 개념을 4차원 시공간의 곡률에 의한 기하학적 현상으로 전환하였다. 이러한 개념에서 탄생한 아인슈타인 방정식은 수성의 근일점 문제를 정확히 해결하였으며, 특히 1919년 개기일식 원정 실험에서 태양의 중력이 만드는 별빛의 굴절량이 아인슈타인의 이론을 지지하면서 일반 상대론이 새로운 표준 중력 이론이 되었다.
일반 상대론은 태양계 내에서 오차를 발견하지 못한다. 천체 물리학에서 중성자별과 블랙홀을 새로 예측하였다. 이로 발생하는 중력파는 전자기파와 더불어, 관측 천문학에서 이미 중요한 역할을 한다. 무엇보다 획기적인 변화는 전체 우주를 이해하는 체계적인 방법이 생겼다는 것이다. 일반 상대론에 따르면 우주 전체에 고루 퍼진 물질은 우주의 구조와 진화 과정에 관여하므로, 이론적으로 만든 우주 모형들에서 천문학의 일부 관측 결과(허블 법칙 등)를 설명하고 반대로 관측 결과보다 더 나은 우주 모델을 구성할 수 있다.

### 양자 중력을 향하여
양자장론에서 모든 힘을 매개하는 입자(보손)로 설명한다. 여기서, 중력은 스핀이 2인 입자인 중력자가 매개한다. 중력자의 스핀이 짝수이므로 중력은 인력만 존재하고, 척력은 존재하지 않는다. 또 중력자는 질량을 갖지 않으므로, 중력은 그 영향 거리가 무한하다. 그러나 일반상대론을 양자화하여 얻는 이론은 재규격화하지 못하므로, 단지 효과적 장론(effective field theory)의 가치를 가진다.
오늘날 중력을 양자론으로 설명하려는 여러 양자 중력 이론이 있다. 고리 양자 중력(LQG)과 끈 이론이 그 대표적인 예이다.

## 지구의 중력

### 지구의 중력

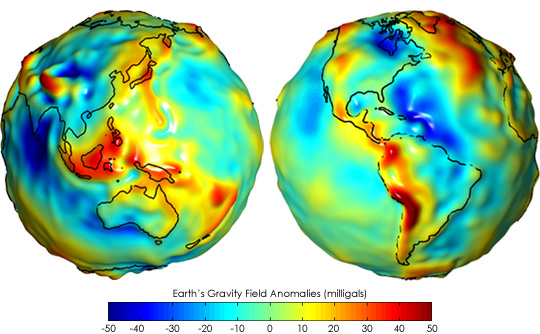
지구 표면의 물체가 받는 중력의 크기를 색으로 나타낸 사진

지구와 같은 행성을 포함한 모든 천체는 중력장을 형성하며, 뉴턴 역학의 관점에서 천체 근처에 있는 물체는 천체의 중력에 이끌린다. 완벽한 구체 모양의 행성을 가정하면, 물체가 행성에게서 받는 중력은 행성의 질량에 비례하고 행성과 물체 사이의 거리의 제곱에 반비례한다.
지구는 구체에 가깝지만 자전 원심력으로 적도 반지름이 극 반지름보다 더 길고, 산맥 등의 지형 등으로 완벽한 구체는 아니다. 또한 지구 내부를 구성하는 물질의 밀도도 균일하지 않다. 따라서 지구 표면에 있는 물체가 받는 중력은 위치에 따라 조금씩 다르다. 이는 지구 표면에서 낙하하는 물체의 가속도가 지형에 따라 조금씩 다른 이유를 설명한다. 지구 상에서 위치에 따라 물체 무게가 달라지는 혼동을 막으려고 국제 도량형국은 표준 중력을 지정하였으며 SI 단위로 나타낸다.
지구 표면에서 물체가 받는 중력은 다음 두 힘의 합이다: (1) 지구가 물체에 작용하는 만유인력 (2) 지구의 자전에 의한 원심력
적도 원심력은 가장 강한 반면 만유인력은 가장 약하므로(지구 중심에서 가장 멀다.), 중력이 가장 약하다. 따라서 적도 중력 가속도는 9.780 m/s²로 극지 중력 가속도 9.832 m/s²보다 작다.

### 지구 표면에서 낙하하는 물체의 운동

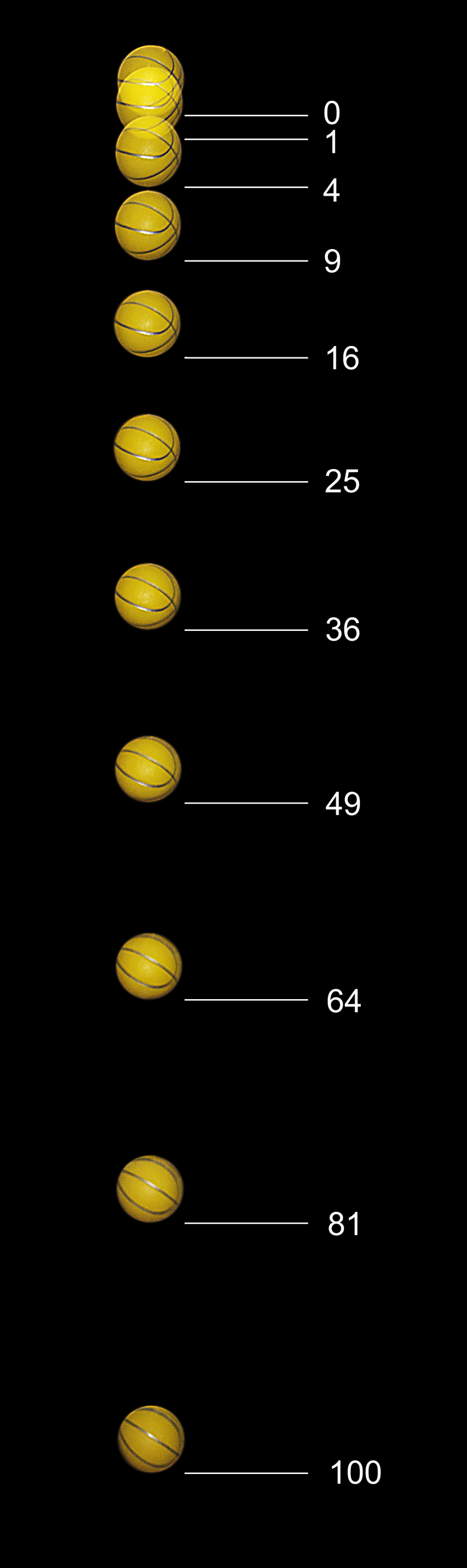
정지 상태에서 떨어뜨린 물체를 1/20초마다 찍은 사진. 낙하하는 물체가 이동하는 거리는 시간의 제곱에 비례한다.

지구 표면에 있는 물체에 일정한 중력이 작용하는 상황을 고려하자. 이때 뉴턴의 만유인력 법칙은 F=mg로 쓴다. 여기서 m은 물체의 질량이고, g는 중력으로 인한 가속도, 즉 평균적으로 9.81m/s²의 일정한 크기를 갖는 벡터이다. 그리고 물체가 받는 힘인 F는 물체의 무게가 된다.
정지 상태에서 낙하하는 물체를 초당 20번 촬영한 사진이다. 첫 1/20초 동안 물체는 1만큼의 거리를 낙하하고, 2/20초 동안 4만큼의 거리를, 3/20초 동안은 9만큼의 거리를 낙하한다. 사진에 있듯이 중력장 안에서 낙하하는 물체는 낙하 시간의 제곱에 비례하는 거리만큼 떨어진다.
질량이 m인 물체에 일정한 중력이 작용하는 상황에서, 높이 h에 있는 물체의 위치 에너지 {\displaystyle E_{p}}는 아래 식으로 표현한다.
{\displaystyle E_{p}=mgh=Wh}
여기서 W는 물체의 무게이다. 이 식은 지구표면에서 물체에 일정한 중력이 작용하는 상황, 즉 중력가속도가 g로 일정한 상황에 해당한다. 따라서 물체가 지구 표면에서 멀리 떨어진 물체에 작용하는 중력이 달라지는 경우에는 쓰지 못한다.

## 중력과 천문학
뉴턴의 중력 법칙 적용으로 우리 태양계 내 행성의 더 세밀한 정보들을 습득하였다. 태양의 질량이나 정보, 심지어 암흑물질 존재 또한 뉴턴의 중력법칙에 따라 추론하였다. 비록 우리가 행성들이나 태양에 직접 탐사하지 못하지만 우리는 그 질량들을 안다. 이 질량들은 측정한 궤도의 특징에 뉴턴의 중력법칙을 적용하면 얻는다. 우주에서 물체는 중력 작용으로 자신의 궤도를 유지한다. 행성은 항성을 돌고, 항성은 은하계 중심을 돌고, 은하는 성단 질량중심을 돌고, 성단은 초은하단을 돈다. 다른 물체가 한 물체에 작용하는 중력은 두 물체의 질량의 곱에 정비례하고, 거리의 제곱에 반비례한다.

## 중력파
중력파는 질량을 가진 물체가 가속운동을 할 때 생기는 중력의 변화가 시공간을 전파해 가는 시공간의 잔물결(spacetime ripple)을 말한다. 아인슈타인이 1916년 자신의 일반 상대성 이론에서 파동방정식을 유도하여 중력파의 존재를 예측하였다. 일반상대성이론에서 중력파는 시공간의 곡률이 변화하는 상황에서 생긴다. (예 : 같은 궤도를 도는 물체) 태양계 중력파는 측정하기에 너무 작다. 하지만, 중력파는 PSR B1913+16같은 쌍성 펄사계의 시간이 지남에 따른 에너지 손실에서 확인하여 간접적으로 관찰 가능하다. 중성자별의 융합이나 블랙홀 형성이 측정가능한 양의 중력파를 만든다고 주장한다. 레이저 간섭계 중력파 관측소(LIGO) 같은 중력파 관측소는 이 문제를 연구하려고 설립하였다. 2016년 2월 12일 (LIGO에서)13억광년 떨어진 두 개의 블랙홀이 충돌하면서 발생한 중력파(태양 질량의 3배)를 관측하였다. 

## 중력 속도
2012년 12월, 중국의 한 연구 팀은 보름달과 초승달이 뜨는 시기 동안 중력 속도가 빛의 속도와 같아 보이는 지각 조석의 위상지연을 측정했다고 발표했다. 이것은 만약 태양이 갑자기 사라진다면, 지구는 8분 동안 궤도를 선회하고 빛 또한 8분 동안 지구가 궤도를 움직인 거리만큼 이동한다. 이 팀의 발견은 2013년 3월 Chinese Science Bulletin에 발표하였다.

## 이례와 차이
기존 이론으로 적절하게 설명하지 못하는 관찰 결과들이 있다. 이런 결과에 추가적인 중력이론을 적용하거나 전혀 다른 구조의 이론을 형성해야 설명이 가능하다. 그 사례들을 소개한다.  
- 나머지 빠른 별들:　태양계에서 수성이 가장 공전속도가 빠르고 해왕성이 가장 느린 것처럼 일반적으로 중심에 가까울수록 공전속도가 빠르다. 그러나 은하계 전체를 놓고 별을 관측하면 변두리에 있는 별들의 공전속도가 중심에 가까이 있는 별들과 같거나 심지어 더 빠른 관찰결과가 나타난다. 이는 은하군 안에 있는 다른 은하들도 비슷한 양상을 보여준다. 이 같은 현상이 나타나는 이유에 대해서는 암흑 물질의 분포차이로 인한 중력의 차이라고 설명하나 암흑물질의 정체를 모르는 현재, 그 이유는 수수께끼이다.
- 의례 비행 이례: 다양한 우주선들은 중력이 움직임을 도와주는 동안 기대했던 것보다 더 큰 가속을 경험하게 된다.
- 가속 팽창: 우주의 미터 단위 팽창은 점점 속도를 내는 것으로 보인다. 암흑 에너지로 이것을 설명하고자 시도하는 중이다. 최근 대안적인 설명은 우주의 중력은 은하군 때문에 균질하지 않으며 자료로 이것을 설명하려면 재해석할 때 팽창은 결국에는 빨라지지 않게 된다. 하지만 이 주장들에 반론이 있다.
- 천문단위 증가 이례: 최근 측정한 것들은 행성의 궤도가 에너지가 방출됨에 따라 태양이 물질을 잃는 것을 통해 일어나는 것 보다 더 빨리 넓혀지는 것을 보여준다.
- 추가되는 대규모의 수소 구름:　라이먼 알파 숲의 유령의 선은 수소구름이 예상했던 것보다 특정한 규모에서 훨씬 더 숲을 이루는 것을 제시하고 암흑의 흐름과 같이 중력이 특정한 거리의 규모에서 역 제곱 보다 훨씬 느리게 되는 것을 제시했을지도 모른다.
- 힘: 제시된 추가적 크기는 중력이 왜 이렇게 약한지 설명해 줄 수 있다.

## 같이 보기
- 인공중력
- 무중력
- 반중력